# De dames vragen de heren
De dames vragen de heren is een hoorspel van Dick Walda. De VARA zond het uit op woensdag 6 maart 1974, van 16:03 uur tot 17:00 uur. De regisseur was Ad Löbler.

## Rolbezetting
- Paul van der Lek (Wijnand Eusing)
- Els Bouwman (zijn vrouw Coba)
- Gerrie Mantel (hun dochter Martha)
- Fé Sciarone (Andrea Hoorn)
- Eva Janssen (buurvrouw Zoethout)
- John Soer (de gebedsgenezer)
- Petra Dumas (de verpleegster)
- Tonnie Foletta (de conferencier)

## Inhoud
Een ouder echtpaar krijgt een nakomertje. Het kind wordt met een open rug geboren en is daarmee een zorgenkind. Moeder wil het snel het huis uit hebben, maar vader vindt in het kind de enige reden om nog thuis te zijn en te blijven. Zijn vrouw ervaart hij als een secreet, dat alleen maar een soort genegenheid voor haar kanariepiet schijnt te hebben. Dramatische situaties volgen als de man kennis maakt met een andere vrouw en als moeder op een dag waarop de man afwezig is het kind naar het ziekenhuis brengt. Bij thuiskomst van de man barst de bom…